# Sport Club Alcamo 1997-1998
La stagione 1997-1998 dello Sport Club Alcamo è stata la quarta disputata in Serie A1 femminile.
Sponsorizzata dalla Air Sicilia, la società trapanese ha rilevato il titolo del Basket Ferrara, si è classificata al decimo posto in A1 e si è salvata ai play-out.

## Verdetti stagionali
Competizioni nazionali
- Serie A1:

stagione regolare: 10º posto su 12 squadre (7-15);
play-out: vince la finale contro Faenza (3-2).

## Rosa
| Giocatrici |
| ---------- |

| N° | Naz.                   | Ruolo | Sportivo           | Anno | Alt. |  |
| -- | ---------------------- | ----- | ------------------ | ---- | ---- |  |
|    | Italia (bandiera)      | G     | Mara Buzzanca      | 1976 | 170  |  |
|    | Italia (bandiera)      | A     | Dalila Cucchiara   | 1979 | 185  |  |
|    | Italia (bandiera)      | A     | Pamela Ferrari     | 1974 |      |  |
|    | Stati Uniti (bandiera) | C     | Travesa Gant       | 1971 | 183  |  |
|    | Italia (bandiera)      | C     | Daniela Grande     | 1966 |      |  |
|    | Italia (bandiera)      | G     | Giovanna Granieri  | 1974 | 170  |  |
|    | Stati Uniti (bandiera) | G     | Sha Hopson         |      | 178  |  |
|    | Italia (bandiera)      | A     | Antonella Mirrione |      |      |  |
|    | Stati Uniti (bandiera) | GA    | Penny Moore        | 1969 | 183  |  |
|    | Italia (bandiera)      | P     | Susanna Stabile    | 1980 | 178  |  |
|    | Italia (bandiera)      | A     | Loretta Vaccaro    | 1973 | 180  |  |
|    | Stati Uniti (bandiera) | A     | Diana Vines        |      | 180  |  |

| Staff tecnico                                      |
| -------------------------------------------------- |
| Allenatore: Vito Pollari, dalla 4ª Dante Carzaniga |

## Statistiche
| Giocatrice | Gare | Punti | Minuti | Tiri da due | Tiri da due | Tiri da due | Tiri da tre | Tiri da tre | Tiri da tre | Tiri liberi | Tiri liberi | Tiri liberi | Rimbalzi | Rimbalzi | Palle | Palle | Assist | Val. |
| Giocatrice | Gare | Punti | Minuti | R           | T           | %           | R           | T           | %           | R           | T           | %           | O        | D        | P     | R     | Assist | Val. |
| ---------- | ---- | ----- | ------ | ----------- | ----------- | ----------- | ----------- | ----------- | ----------- | ----------- | ----------- | ----------- | -------- | -------- | ----- | ----- | ------ | ---- |
| Gant       | 26   | 503   | 994    | 168         | 310         | 54,2        | 26          | 73          | 35,6        | 89          | 129         | 69,0        | 62       | 231      | 82    | 62    | 10     | 557  |
| Granieri   | 26   | 363   | 1012   | 117         | 310         | 37,7        | 18          | 71          | 25,4        | 75          | 105         | 71,4        | 19       | 42       | 74    | 31    | 20     | 125  |
| Hopson     | 17   | 202   | 647    | 32          | 88          | 36,4        | 36          | 102         | 35,3        | 30          | 41          | 73,2        | 4        | 54       | 48    | 37    | 10     | 126  |
| Buzzanca   | 27   | 194   | 779    | 45          | 136         | 33,1        | 17          | 62          | 27,4        | 53          | 78          | 67,9        | 7        | 25       | 62    | 36    | 9      | 48   |
| Vines      | 5    | 124   | 197    | 29          | 58          | 50,0        | 11          | 29          | 37,9        | 33          | 47          | 70,2        | 12       | 23       | 19    | 17    | 1      | 97   |
| Grande     | 27   | 116   | 967    | 41          | 106         | 38,7        | 1           | 2           | 50,0        | 31          | 75          | 41,3        | 57       | 78       | 43    | 30    | 6      | 134  |
| Stabile    | 24   | 36    | 327    | 13          | 34          | 38,2        | 1           | 13          | 7,7         | 7           | 13          | 53,8        | 4        | 11       | 12    | 15    | 2      | 17   |
| Ferrari    | 4    | 32    | 111    | 5           | 11          | 45,5        | 4           | 14          | 28,6        | 10          | 15          | 66,7        | 2        | 6        | 6     | 3     | 1      | 17   |
| Moore      | 3    | 32    | 97     | 13          | 26          | 50,0        | 0           | 2           | 0,0         | 6           | 11          | 54,5        | 7        | 10       | 5     | 2     | 1      | 27   |
| Vaccaro    | 18   | 11    | 225    | 5           | 21          | 23,8        | 0           | 8           | 0,0         | 1           | 2           | 50,0        | 4        | 7        | 2     | 3     | 0      | -2   |
| Cucchiara  | 4    | 4     | 30     | 2           | 7           | 28,6        | 0           | 0           |             | 0           | 0           |             | 5        | 1        | 5     | 2     | 0      | 2    |
| Mirrione   | 2    | 0     | 14     |             | 0           |             | 0           | 0           |             | 0           | 0           |             | 0        | 0        | 0     | 0     | 0      |      |